# Pori (Andikythira)
Die kleine unbewohnte griechische Insel Pori (griechisch Πορί (n. sg.) auch Prasonisi (Πρασονήσι)) liegt etwa acht Kilometer nördlich von Andikythira. Die Insel besteht aus einem größeren westlichen und einem kleineren östlichen Teil, die durch eine etwa 200 Meter schmale Landenge miteinander verbunden sind.
Die Flora von Pori umfasst 98 Arten von Gefäßpflanzen. Nahezu 70 % der Arten haben ihre räumlichen Verbreitung in der Mittelmeerregion, die drei Arten Filago cretensis subsp. cretensis, Salsola aegaea und Arenaria aegaea sind in der Ägäis endemisch. Im Südsüdostteil an wenigen Stellen auch im Westsüdwestteil der Insel bildet die Baum-Wolfsmilch (Euphorbia dendroides) die Hauptvegetation. Teilweise existieren reine Bestände, die Wuchshöhe erreicht maximal einen Meter. Weitverbreitet sind Kombinationen von Mastixstrauch (Pistacia lentiscus), Wildem Ölbaum (Olea europaea var. sylvestris) oder Phönizischem Wacholder (Juniperus phoenicea) mit Quirlblättriger Heide (Erica manipuliflora), Behaartem Dornginster (Calicotome villosa) und Kretischem Brandkraut (Phlomis cretica).
Auf Pori und der kleinen Nachbarinsel Lagouvardos hat die endemische Pori-Mauereidechse (Podarcis levendis) ihr Vorkommen. Die Art ist in der internationalen und nationalen Roten Liste als gefährdet (VU – Vulnerable) eingestuft.

Die Europäische Union nahm die Insel als Teil des gesamten Antikythera-Archipels in das Natura-2000-Schutzprogramm auf.

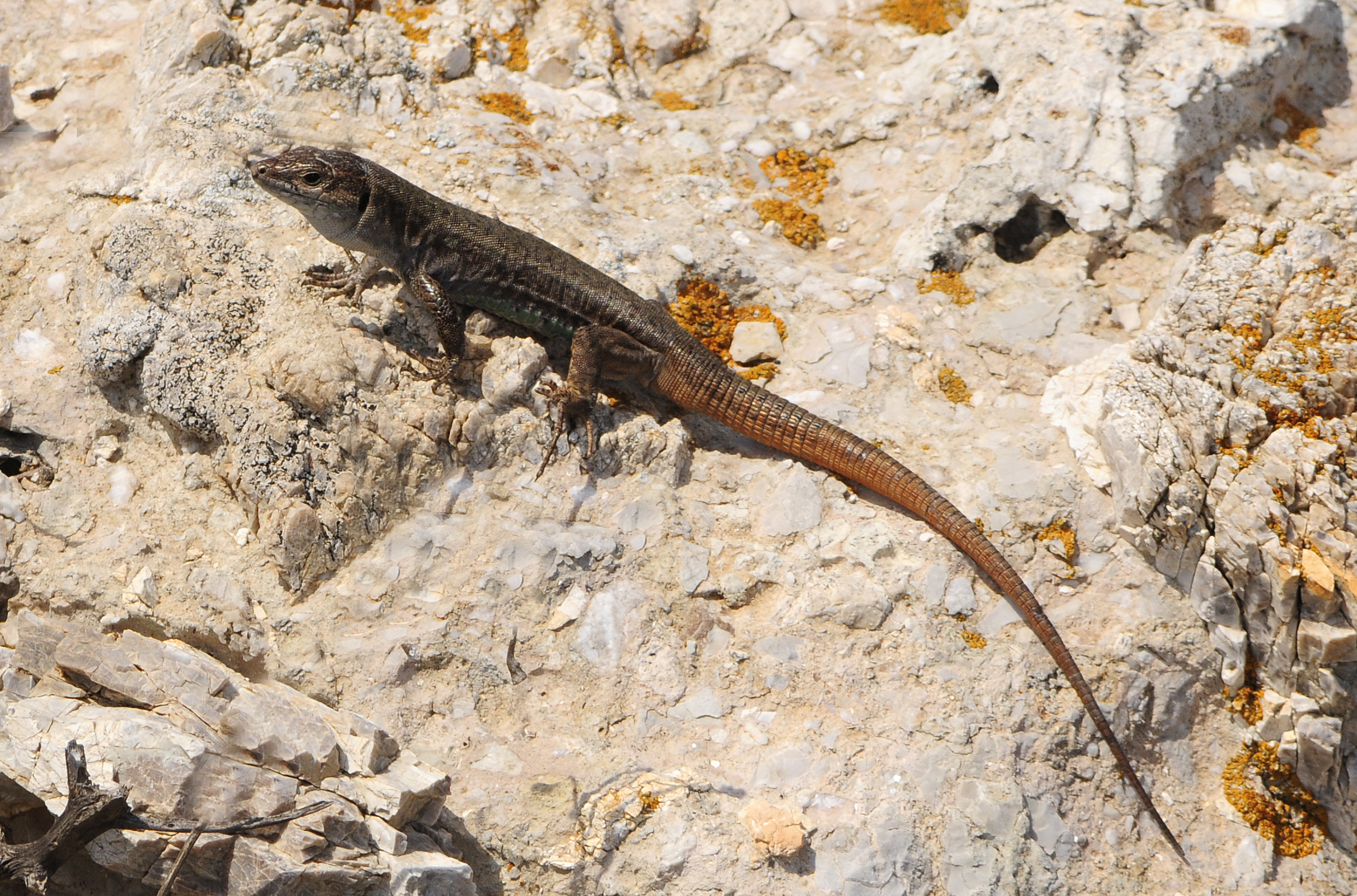
Podarcis levendis
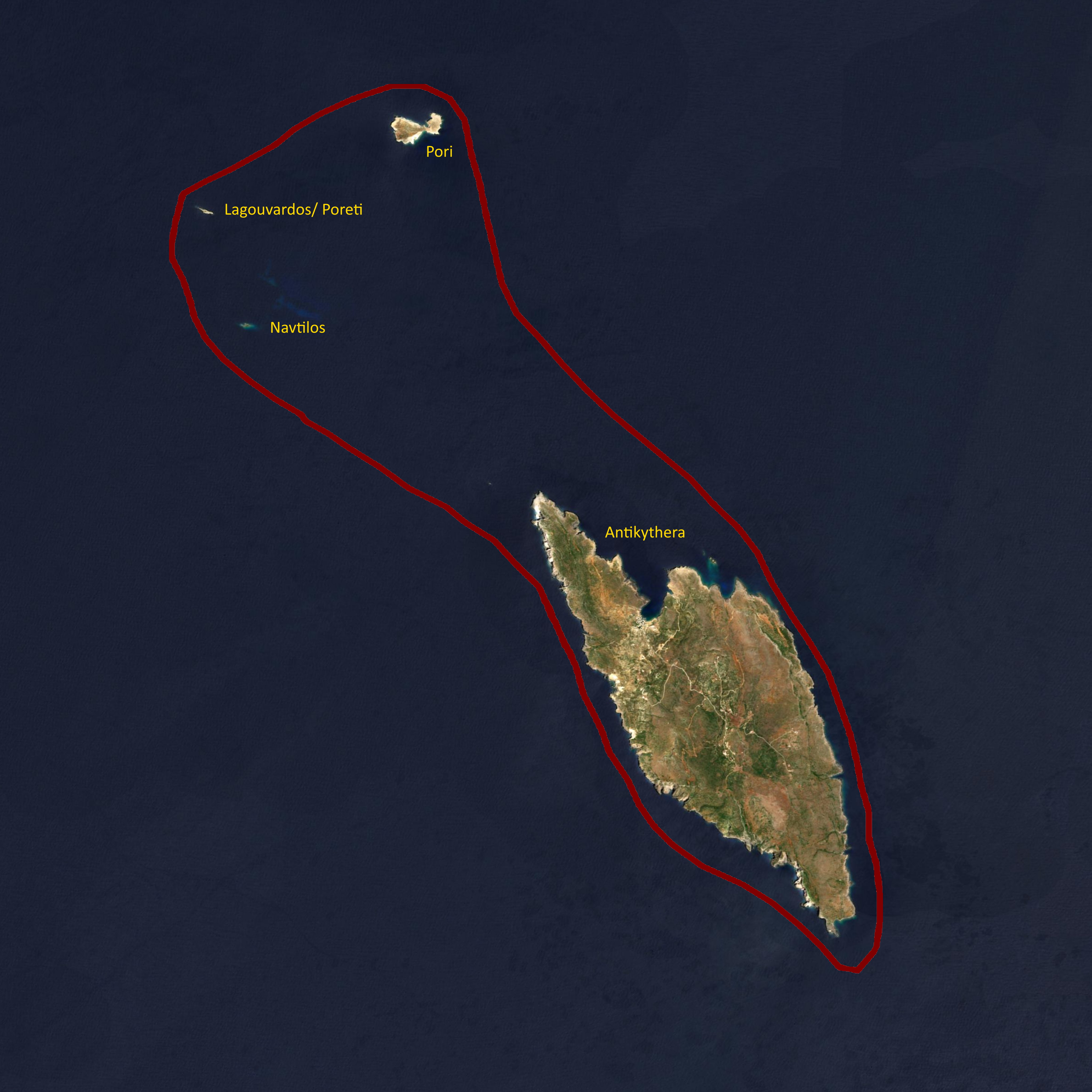
Natura 2000-Schutzgebiet um Antikythera